# Messier 29
Messier 29 (M29 o NGC6913) és un cúmul obert en la constel·lació de Cigne. Va ser descobert en 1764 per Charles Messier.
Es tracta d'un cúmul poc dens amb unes 50 estrelles. La distància estimada varia des dels 4.000 als 7.200 anys llum degut a la gran quantitat de matèria interestel·lar que dificulta els càlculs. La seva edat estimada és de 10 milions d'anys.
Les estrelles principals són de tipus espectral O o B, la més brillant té una magnitud aparent de +8,59. Dues de les seves estrelles variables van ser investigades en 2003 per astrònoms aficionats espanyols des de l'Observatori Astronòmic de Càceres, publicant les seves corbes de llum en banda V.

## Observació
En bones condicions atmosfèriques és observable amb binoculars. L'observació és més acurada amb un telescopi d'aficionat, tot i que la gran quantitat de matèria interestel·lar la fa poc atractiva.